# ドメニコ・モドゥーニョ
ドメニコ・モドゥーニョ（Domenico Modugno、1928年1月9日 - 1994年8月6日）は、イタリアの歌手、作曲家、俳優。国会議員も務めた。

## プロフィール
バーリ県のポリニャーノ・ア・マーレ（Polignano a Mare）出身。若いころには俳優だった。1950年代前半には演劇学校で学び、勉強の間はエドゥアルド・デ・フィリッポ（Eduardo De Filippo）の映画作品に出演した。
1958年のサンレモ音楽祭で「Nel blu, dipinto di blu（青く塗られた青の中）」（英名：Volare、日本名：ヴォラーレ）を歌って入賞し、一躍世界的に有名になった。アメリカでは、第1回グラミー賞の最優秀レコード賞と最優秀楽曲賞も受賞、さらに英語以外の歌として史上初となるBillboard Hot 100のナンバーワン・ヒットという快挙も成し遂げることとなる。その後も、1959年「Piove（チャオ・チャオ・バンビーナ）」、1962年「Addio Addio（アディオ・アディオ）」、1966年「Dio come ti amo（愛は限りなく）」で通算4度、サンレモ音楽祭で優勝している。
1970年代には古典的な音楽ジャンルとプロフィールとして、歌手、作曲家として活躍した。1987年にはトリノからの選出でイタリア国会議員に当選、1994年8月6日にランペドゥーザ島で没した。